# Fussball-Weltmeisterschaft der Frauen 2015/Schweiz
Dieser Artikel behandelt die Schweizer Fussballnationalmannschaft der Frauen bei der Fussball-Weltmeisterschaft der Frauen 2015 in Kanada. Die Schweiz nahm zum ersten Mal an der Endrunde teil und für die Schweizerinnen war es die erste Teilnahme überhaupt an einem grossen Turnier.  Als Gruppendritter erreichte die Schweiz die K.-o.-Runde, schied dort aber im Achtelfinale gegen WM-Gastgeber Kanada aus und verpasste damit auch die direkte Qualifikation für die Olympischen Spiele 2016.

## Qualifikation
Die Schweiz war bei der Gruppenlosung nur in Topf C platziert und wurde der Europa-Qualifikationsgruppe 3 mit Dänemark, Island, Serbien, Israel und Malta zugelost. Die Schweiz qualifizierte sich als erste europäische Mannschaft und einzige Mannschaft aus Topf C für die Weltmeisterschaft durch das 1:1 zwischen den beiden Teilnehmern der letzten EM Dänemark und Island am 15. Juni 2014. Nur beim 1:1 im Heimspiel gegen Dänemark wurde nicht gewonnen und ein Tor kassiert. Zudem gelang den Schweizerinnen am 5. April 2013 mit dem 11:0 gegen Malta ihr höchster Länderspielsieg.
| Pl. | Land     | Sp. | S | U | N  | Tore    | Diff. | Punkte |
| --- | -------- | --- | - | - | -- | ------- | ----- | ------ |
| 1.  | Schweiz  | 10  | 9 | 1 | 0  | 053:100 | +52   | 28     |
| 2.  | Island   | 10  | 6 | 1 | 3  | 029:900 | +20   | 19     |
| 3.  | Dänemark | 10  | 5 | 3 | 2  | 025:600 | +19   | 18     |
| 4.  | Israel   | 10  | 4 | 0 | 6  | 009:270 | −18   | 12     |
| 5.  | Serbien  | 10  | 3 | 1 | 6  | 016:340 | −18   | 10     |
| 6.  | Malta    | 10  | 0 | 0 | 10 | 000:550 | −55   | 0      |

| Schweiz – Serbien am 21. September 2013 in Nyon | 09:0 (4:0) |
| 1:0, 8:0 Bachmann (13., 83.), 2:0, 5:0, 7:0, 9:0 Crnogorčević (21., 61., 81., 87.), 3:0 Dickenmann (36./Elfmeter), 4:0 Wälti (38.), 6:0 Bürki (75.)                       |            |
| Island – Schweiz am 26. September 2013 in Reykjavík | 00:2 (0:1) |
| 0:1 Bachmann (8.), Dickenmann (54./Elfmeter) |            |
| Dänemark – Schweiz am 31. Oktober 2013 in Vejle | 00:1 (0:1) |
| 0:1 Bachmann (26.) |            |
| Israel – Schweiz am 12. Februar 2014 in Petach Tikwa | 00:5 (0:4) |
| 0:1, 0:2, 0:3 Humm (6., 28., 36.), 0:4 Dickenmann (45./Elfmeter), 0:5 Crnogorcevic(90+3.)                                                                                 |            |
| Schweiz – Malta am 5. April 2014 in Zug | 11:0 (7:0) |
| 1:0 Bachmann (4.), 2:0, 7:0, 11:0 Dickenmann (13., 45+4., 90+3.), 3:0, 9:0 Moser (17., 62.), 4:0 Remund (31.), 5:0 Abbé (39.), 6:0 Kiwic (41.), 8:0, 10:0 Humm (59., 85.) |            |
| Schweiz – Dänemark am 10. April 2014 in Aarau | 01:1 (0:0) |
| 0:1 Røddik (51.), 1:1 Dickenmann (64./Elfmeter) |            |
| Schweiz – Island am 8. Mai 2014 in Nyon | 3:0 (1:0)  |
| 1:0 Bernauer (33.), 2:0 Bürki (69.), 3:0 Dickenmann (80.) |            |
| Schweiz – Israel am 14. Juni 2014 in Wohlen | 9:0 (5:0)  |
| 1:0, 7:0 Humm (29., 84.), 2:0 Kiwic (32.), 3:0, 5:0 Bachmann (35., 39.), 4:0 Moser (37.), 6:0, 8:0 Bürki (59., 86.), 9:0 Abbé (90+1.)                                     |            |
| Serbien – Schweiz am 19. Juni 2014 in Indjija | 0:7 (0:2)  |
| 0:1 Bachmann (5.), 0:2, 0:4 Dickenmann (21., 51.), 0:3 Moser (48.), 0:5 Crnogorcevic (60.), 0:6 Humm (76.), 0:7 Betschart (81.)                                           |            |
| Malta – Schweiz am 17. September 2014 in Ħamrun | 0:5 (0:1)  |
| 0:1, 0:4, 0:5 Crnogorcevic (10., 84., 87./Elfmeter), 0:2 Bürki (52.), 0:3 Dickenmann (68.)                                                                                |            |

Insgesamt setzte Nationaltrainerin Martina Voss-Tecklenburg 21 Spielerinnen ein, von denen nur Kapitänin Caroline Abbé, Vanessa Bürki, Lara Dickenmann und Noëlle Maritz alle zehn Spiele mitmachten. Die meisten Tore erzielten Lara Dickenmann (11),  Ana Maria Crnogorčević (9), Fabienne Humm (8) und Vanessa Bürki (5). Zu ihren ersten A-Länderspielen kamen in der Qualifikation Eseosa Aigbogun (21. September 2013) und Cinzia Zehnder (19. Juni 2014), beide gegen Serbien.

## Die Mannschaft

### Aufgebot
Am 11. Mai wurde der vorläufige Kader mit 27 Spielerinnen benannt, mit denen ab dem 11. Mai das Trainingslager für die WM beginnt, sowie sechs Reservespielerinnen (R) und eine verletzte Spielerin (V).
Der endgültige Kader von 23 Spielerinnen (davon drei Torhüterinnen), der  dem FIFA-Generalsekretariat spätestens zehn Werktage vor dem Eröffnungsspiel mitgeteilt werden muss, wurde am 22. Mai benannt.
| Nr.             | Name                     | Geburtstag        | Spiele  | Tore | Verein                          | Debüt              | letzter Einsatz  | WM 2015 | WM 2015 | WM 2015      | WM 2015          | WM 2015     | WM 2015 |
| Nr.             | Name                     | Geburtstag        | Spiele  | Tore | Verein                          | Debüt              | letzter Einsatz  | Sp.     | Tor     | Gelbe Karten | Gelb-Rote Karten | Rote Karten |         |
| Tor             | Tor                      | Tor               | Tor     | Tor  | Tor                             | Tor                | Tor              | Tor     | Tor     | Tor          | Tor              | Tor         |         |
| --------------- | ------------------------ | ----------------- | ------- | ---- | ------------------------------- | ------------------ | ---------------- | ------- | ------- | ------------ | ---------------- | ----------- | ------- |
| 12              | Stenia Michel            | 23. Oktober 1987  | 011     | 0    | FF USV Jena                     | 5. März 2014       | 5. April 2015    | 0       | 0       | 0            | 0                | 0           |         |
| 21              | Jennifer Oehrli          | 13. Januar 1989   | 015     | 0    | YB Frauen                       | 3. März 2010       | 13. März 2013    | 0       | 0       | 0            | 0                | 0           |         |
| 1               | Gaëlle Thalmann          | 18. Januar 1986   | 040     | 0    | MSV DuisburgA                   | 17. Juni 2007      | 21. Juni 2015    | 4       | 0       | 1            | 0                | 0           |         |
| Abwehr          |                          |                   |         |      |                                 |                    |                  |         |         |              |                  |             |         |
| 15              | Caroline Abbé            | 13. Januar 1988   | 108     | 09   | FC Bayern MünchenM              | 25. Februar 2006   | 21. Juni 2015    | 3       | 0       | 1            | 0                | 0           |         |
| 3               | Sandra Betschart         | 30. März 1989     | 066     | 03   | Sunnanå SK                      | 23. Februar 2007   | 5. April 2015    | 0       | 0       | 0            | 0                | 0           |         |
| 14              | Rahel Kiwic              | 5. Januar 1991    | 031     | 03   | MSV DuisburgA                   | 4. März 2012       | 21. Juni 2015    | 3       | 0       | 0            | 0                | 0           |         |
| 6               | Selina Kuster            | 8. August 1991    | 062     | 01   | FC Zürich FrauenM, P            | 21. August 2009    | 21. Juni 2015    | 3       | 0       | 1            | 0                | 0           |         |
| 5               | Noëlle Maritz            | 23. Dezember 1995 | 033     | 01   | VfL WolfsburgP                  | 6. März 2013       | 21. Juni 2015    | 4       | 0       | 0            | 0                | 0           |         |
| 2               | Nicole Remund            | 31. Dezember 1989 | 044     | 02   | FC Zürich FrauenM, P            | 8. März 2009       | 16. Juni 2015    | 2       | 0       | 0            | 0                | 0           |         |
| 4               | Rachel Rinast            | 2. Juni 1991      | 010     | 0    | 1. FC KölnM2                    | 4. März 2015       | 21. Juni 2015    | 4       | 0       | 0            | 0                | 0           |         |
| 20              | Daniela Schwarz          | 9. September 1985 | 023     | 01   | Vålerenga IF                    | 11. Juli 2009      | 12. Februar 2015 | 0       | 0       | 0            | 0                | 0           |         |
| Mittelfeld      |                          |                   |         |      |                                 |                    |                  |         |         |              |                  |             |         |
| 22              | Vanessa Bernauer         | 23. März 1988     | 053     | 03   | VfL WolfsburgP                  | 25. Februar 2006   | 21. Juni 2015    | 3       | 0       | 0            | 0                | 0           |         |
| 18              | Vanessa Bürki            | 1. April 1986     | 069     | 09   | FC Bayern MünchenM              | 22. April 2004     | 21. Juni 2015    | 1       | 0       | 0            | 0                | 0           |         |
| 16              | Fabienne Humm            | 20. Dezember 1986 | 039     | 13   | FC Zürich FrauenM, P            | 26. Mai 2012       | 21. Juni 2015    | 4       | 3       | 0            | 0                | 0           |         |
| 17              | Florijana Ismaili        | 1. Januar 1995    | 010     | 0    | YB Frauen                       | 16. Januar 2014    | 27. Mai 2015     | 0       | 0       | 0            | 0                | 0           |         |
| 7               | Martina Moser            | 9. April 1986     | 109     | 17   | TSG 1899 Hoffenheim             | 20. August 2005    | 21. Juni 2015    | 4       | 1       | 0            | 0                | 0           |         |
| 9               | Lia Wälti                | 19. April 1993    | 046     | 03   | 1. FFC Turbine Potsdam          | 21. August 2011    | 21. Juni 2015    | 4       | 0       | 1            | 0                | 0           |         |
| 8               | Cinzia Zehnder           | 4. August 1997    | 08      | 0    | FC Zürich FrauenM, P            | 19. Juni 2014      | 12. Juni 2015    | 2       | 0       | 0            | 0                | 0           |         |
| Angriff         |                          |                   |         |      |                                 |                    |                  |         |         |              |                  |             |         |
| 19              | Eseosa Aigbogun          | 23. Mai 1993      | 022     | 03   | FC Basel                        | 21. September 2013 | 16. Juni 2015    | 3       | 1       | 0            | 0                | 0           |         |
| 10              | Ramona Bachmann          | 25. Dezember 1990 | 065     | 36   | FC Rosengård                    | 15. Juni 2007      | 21. Juni 2015    | 4       | 3       | 1            | 0                | 0           |         |
| 13              | Ana Maria Crnogorčević   | 3. Oktober 1990   | 073     | 36   | 1. FFC FrankfurtC               | 13. August 2009    | 21. Juni 2015    | 4       | 1       | 0            | 0                | 0           |         |
| 23              | Barla Deplazes           | 14. November 1995 | 01      | 0    | FC Zürich FrauenM, P            | 11. März 2015      | 11. März 2015    | 0       | 0       | 0            | 0                | 0           |         |
| 11              | Lara Dickenmann          | 27. November 1985 | 102     | 40   | Olympique LyonM, P              | 14. August 2002    | 21. Juni 2015    | 3       | 0       | 0            | 0                | 0           |         |
| Trainerstab     |                          |                   |         |      |                                 |                    |                  |         |         |              |                  |             |         |
| Trainerin       | Martina Voss-Tecklenburg | 22. Dezember 1967 | 125 043 | 27   | Schweizerischer Fussballverband | 28. Februar 2012   |                  | 4       |         | 0            | 0                | 0           |         |
| Assistent       | Simon Steiner            | 5. November 1955  |         |      | Schweizerischer Fussballverband | 21. August 2010    |                  | 4       |         | 0            | 0                | 0           |         |
| Torhütertrainer | Martin Salzgeber         | 14. Mai 1971      |         |      | Schweizerischer Fussballverband | 1. Februar 2006    |                  | 4       |         | 0            | 0                | 0           |         |
| Torhütertrainer | Natal Willa              | 6. September 1969 |         |      | Schweizerischer Fussballverband | 1. Juli 2011       |                  | 4       |         | 0            | 0                | 0           |         |

1. ↑  Nummern beim Spiel gegen Schweden am 5. April 2015.
2. 1 2  Nach dem dritten WM-Spiel (16. Juni 2015).
3. ↑  Stand: 11. Mai 2015, A = Absteiger, C = Championsleaguesieger, M = Meister, M2 = Meister der 2. Liga (Aufsteiger), P = Pokalsieger der Saison 2014/15.
4. 1 2  Als Spielerin für Deutschland (davon 13 WM-Spiele und 1 WM-Tor, 1991, 1995 und 1999).
5. ↑  Als Schweizer Trainerin.

### Nicht berücksichtigte Spielerinnen
| Name               | Geburtstag         | Spiele | Tore | Verein               | Debüt            | letzter Einsatz    |     |
| Tor                | Tor                | Tor    | Tor  | Tor                  | Tor              | Tor                | Tor |
| ------------------ | ------------------ | ------ | ---- | -------------------- | ---------------- | ------------------ | --- |
| Antonia Albisser   | 20. Februar 1987   | 01     | 0    | FC Luzern            | 12. Februar 2015 | 12. Februar 2015   |     |
| Nadine Böni        | 3. Mai 1994        | 01     | 0    | FC Basel             | 14. Januar 2014  | 14. Januar 2014    |     |
| Nicole Studer      | 22. Februar 1996   | 0      | 0    | FC Zürich FrauenM, P | -                | -                  |     |
| Abwehr             |                    |        |      |                      |                  |                    |     |
| Nina Stapelfeldt   | 13. Februar 1995   | 000    | 0    | FC Zürich FrauenM, P | -                | -                  |     |
| Mittelfeld         |                    |        |      |                      |                  |                    |     |
| Lara Keller        | 13. April 1991     | 037    | 0    | FF USV Jena          | 8. Juni 2010     | 17. September 2014 |     |
| Sandy Maendly      | 4. April 1988      | 067    | 12   | ASD CF BardolinoM    | 22. April 2006   | 17. September 2014 |     |
| Sandrine Mauron    | 19. Dezember 1996  | 0      | 0    | FC Zürich FrauenM, P | -                | -                  |     |
| Carmen Pulver      | 18. September 1995 | 03     | 01   | MSV DuisburgA        | 14. Januar 2014  | 10. März 2014      |     |
| Julia Stierli      | 3. April 1997      | 0      | 0    | FC Zürich FrauenM, P | -                | -                  |     |
| Samira Susuri      | 11. Oktober 1991   | 01     | 01   | FC Basel             | 16. Januar 2014  | 16. Januar 2014    |     |
| Angriff            |                    |        |      |                      |                  |                    |     |
| Fabienne Bangerter | 21. September 1991 | 012    | 0    | FC Basel             | 13. März 2013    | 5. April 2015      |     |

1. 1 2  Vor der WM.
2. ↑  Stand: 11. Mai 2015, A = Absteiger, C = Championsleaguesieger, M = Meister, M2 = Meister der 2. Liga (Aufsteiger), P = Pokalsieger der Saison 2014/15.

## Vorbereitung
Die Schweizerinnen begannen, nachdem die erfolgreiche Qualifikation feststand, aber noch bevor alle Qualifikationsspiele abgeschlossen waren, mit der Vorbereitung und reisten zu einem Testspiel in die USA, wo sie am 20. August 2014 in Cary erstmals auf die USA trafen und mit 1:4 verloren. Am 10. Februar spielte die Schweiz in Cesar, Portugal gegen Portugal  und verlor mit 1:2. Zwei Tage später wurde dann in Santa Maria da Feira ein weiteres Spiel gegen die Portugiesinnen mit 0:1 verloren. Im März 2015 nimmt die Mannschaft erstmals am traditionellen Algarve-Cup teil. Sie traf dabei zunächst am 4. März auf Island und gewann mit 2:0. Dabei machten Caroline Abbé und Martina Moser als erste Schweizerinnen ihr 100. Länderspiel. Am 6. März wurde mit 0:3 gegen Rekordsieger USA verloren und am 9. März gelang gegen Norwegen ein 2:2. Damit wurden die Schweizerinnen Gruppendritter und erreichten das Spiel um Platz 7 am 11. März gegen Brasilien, gegen das sie zuvor noch nie gespielt hatten, und verloren mit 1:4. Am 5. April konnte bei einem Testspiel in Eskilstuna erstmals gegen WM-Teilnehmer Schweden gewonnen werden (3:1). Für den Mai waren drei Trainingslager vom 11. bis 15., 18. bis 22. und 25. bis 27. mit einem Länderspiel in Baden gegen Deutschland terminiert, das nach 1:0-Führung mit 1:3 verloren wurde.

## Spiele bei der Weltmeisterschaft
Bei der Auslosung der Gruppen war die Schweiz nicht gesetzt und wurde der Gruppe mit Titelverteidiger Japan zugelost, gegen den die Schweizerinnen in ihrem ersten WM-Spiel antreten müssen. Weitere Gegner sind die ebenfalls zum ersten Mal qualifizierten Mannschaften aus Kamerun und Ecuador, das sich als letzte Mannschaft für die WM qualifizierte. Bisher hat die Schweiz gegen keine dieser Mannschaften gespielt.
Gemäss den Platzierungen in der FIFA-Weltrangliste vor der WM, war dies die schwächste Gruppe: Titelverteidiger Japan lag zwar auf Platz 4 und die Schweiz immerhin auf Platz 19, Ecuador aber nur auf Platz 48 und Kamerun nur auf Platz 53; Gruppenschnitt = 31. Zudem war es die einzige Gruppe mit drei Neulingen, was es zuvor noch nie gab.
Die Schweizerinnen verloren ihr erstes WM-Spiel gegen Titelverteidiger Japan mit 0:1, waren dabei insbesondere in der zweiten Halbzeit aber die bessere Mannschaft. Im zweiten Spiel gegen WM-Neuling Ecuador benötigten sie die Mithilfe der Ecuadorianerinnen für ihr erstes WM-Tor, konnten dann aber in der zweiten Halbzeit das Ergebnis deutlich steigern, wobei die Ecuadorianerinnen wieder mithalfen. Das 10:1 ist der dritthöchste Sieg in einem WM-Spiel der Frauen, nur Deutschland gelangen zwei höhere Siege. Im letzten Gruppenspiel gegen Kamerun dominierten sie die erste Halbzeit und hätten zur Pause höher als mit 1:0 führen müssen. Kurz nach der Halbzeitpause kassierten sie ein Gegentor und verloren anschliessend nicht nur den Faden, sondern auch das Spiel mit 1:2. Als Gruppendritter durfte die Mannschaft aber darauf hoffen, dass die 3 Punkte reichen, und da sich diese Hoffnung erfüllte, traf die Schweiz im Achtelfinale am 21. Juni 2015 in Vancouver auf Gastgeber Kanada, den Sieger der Gruppen A. Beide spielten zuvor viermal gegeneinander, davon zweimal beim Zypern-Cup. Die Schweiz konnte nur einmal ein Remis erreichen, verlor aber dreimal. Auch diesmal konnte die Schweiz trotz einer guten Leistung nicht gewinnen und scheiterte bei ihren Angriffen immer wieder an der kanadischen Abwehr. Die einzige gute Kombination der Gastgeberinnen führte dann zur Entscheidung.
Für die Schweiz hatte das Spiel auch insofern eine besondere Bedeutung, als durch die Niederlage die direkte Qualifikation für die Olympischen Spiele 2016 verpasst wurde. Da aber auch drei andere europäische Mannschaften im Achtelfinale ausschieden und nur zwei bei den Olympischen Spielen startberechtigte europäische Mannschaften das Viertelfinale erreichten, haben die Schweizerinnen, die noch nie beim olympischen Frauen-Fussballturnieren dabei waren, noch die Chance, in Playoffspielen mit den ebenfalls im Achtelfinale ausgeschiedenen Mannschaften aus den Niederlanden, aus Norwegen und Schweden das dritte europäische Olympiaticket zu bekommen.

### Gruppenspiele
| Pl. | Land    | Sp. | S | U | N | Tore    | Diff. | Punkte |
| --- | ------- | --- | - | - | - | ------- | ----- | ------ |
| 1.  | Japan   | 3   | 3 | 0 | 0 | 004:100 | +3    | 09     |
| 2.  | Kamerun | 3   | 2 | 0 | 1 | 009:300 | +6    | 06     |
| 3.  | Schweiz | 3   | 1 | 0 | 2 | 011:400 | +7    | 03     |
| 4.  | Ecuador | 3   | 0 | 0 | 3 | 001:170 | −16   | 0      |

| Mo, 8. Juni 2015, in Vancouver   |   |         |            |
| Japan                            | – | Schweiz | 1:0 (1:0)  |
| Fr., 12. Juni 2015, in Vancouver |   |         |            |
| Schweiz                          | – | Ecuador | 10:1 (2:0) |
| Di., 16. Juni 2015, in Edmonton  |   |         |            |
| Schweiz                          | – | Kamerun | 1:2 (1:0)  |

### K.-o.-Runde
| So, 21. Juni 2015, in Vancouver |   |         |           |
| Kanada                          | – | Schweiz | 1:0 (0:0) |

### Auszeichnungen
Ramona Bachmann wurde für das All-Star-Team nominiert.